# Hellmuth Pfeifer
Hellmuth Pfeifer, auch Pfeiffer (* 18. Februar 1894 in Altenburg, Thüringen; † 22. April 1945 in Finale Emilia, Emilia-Romagna, Italien gefallen) war ein deutscher Offizier, zuletzt Generalleutnant im Zweiten Weltkrieg.

## Leben
Hellmuth Pfeifer trat am 16. März 1912 als Fahnenjunker in das Infanterie-Regiment 83 (Kassel) ein. Am 18. August 1913 wurde er im Infanterie-Regiment 164 zum Leutnant befördert (Patent 19. August 1911). Als Offizier diente er im Ersten Weltkrieg.
Nach Ende des Krieges wurde er in die Reichswehr übernommen, aber zum April 1922 wieder entlassen. Später war er Verantwortlicher, ab 1931 Geschäftsführer des Ludendorffs Volkswarte Verlags. In dieser Position verbreitete er u. a. antisemitische Verschwörungstheorien. Am 1. Juli 1934 erfolgte sein Wiedereintritt in die Reichswehr im Range eines Hauptmanns. Am 1. August 1936 wurde er zum Major befördert. Ab Oktober 1937 war er im OKW tätig, 1939 in der Inlandsabteilung des Allgemeinen Wehrmachtamtes. Hier wurde er Leiter der Gruppe II. Zu dieser Zeit veröffentlichte Pfeifer mehrere Beiträge, welche den Themenkomplex des politischen Soldaten aufgriffen. Ab 27. September 1939 war er Kommandeur des III./Infanterie-Regiment 185 bei der 87. Infanterie-Division. Die neu aufgestellte Division nahm am Westfeldzug teil. Pfeifer wurde am 1. Dezember 1939 zum Oberstleutnant befördert. Im Juni 1940 besetzte die Division Paris. Die Division war Besatzungstruppe in Frankreich. Am 5. Juni 1940 übernahm er das Kommando über das Infanterie-Regiment 185, welches am 15. Oktober 1942 in Grenadier-Regiment 185 umbenannt wurde. Die Division verlegte von Frankreich an die Ostfront. Dort erfolgte u. a. die Teilnahme an der Kesselschlacht bei Białystok im Juni/Juli 1941 und der Vormarsch auf Moskau im Rahmen des Unternehmens Taifun. Im Oktober 1941 wurde Pfeifer zum Oberst (Patent 1. Juni 1941) befördert. Später nahm die Division an der Schlacht von Rschew teil. Aufgrund einer Verwundung wurde Pfeifer von seinem Kommando entbunden und in die Führerreserve versetzt. Von Juli bis August 1943 war Pfeifer dann zu einem Divisionsführerlehrgang kommandiert. Anschließend wurde er erneut in die Führerreserve versetzt und im September 1943 zum Generalmajor befördert.
Vom 1. Dezember 1943 an, die 65. Infanterie-Division war gerade von der Front nach Genua verlegt worden, wurde er letzter Kommandeur dieses Verbandes. Nach der Landung der Alliierten kämpfte die Division in der Region Latium und kam Mitte des Jahres 1944 um Rom zum Einsatz. Am 1. Juni 1944 wurde er Generalleutnant. Es folgten Einsätze der Division zur Partisanenbekämpfung in der Region Bologna. In dieser Zeit waren Teile des Verbandes an Kriegsverbrechen beteiligt. Insgesamt wurden laut dem von der Deutschen Bundesregierung finanzierten und von einer Historikerkommission geleiteten Projekt Atlante degli Stragi Naziste e Fasciste in Italia (dt. Atlas der nazistischen und faschistischen Massaker in Italien) durch Divisionsangehörige über 200 Zivilisten, darunter auch Frauen und Kinder, widerrechtlich getötet.
Am 22. April 1945 fiel Pfeifer nahe Finale Emilia südlich des Pos. beim Versuch, die dortige Brücke über den Panaro zu überqueren. Er wurde von Schüssen aus den Bordwaffen eines alliierten Flugzeugs tödlich getroffen. Die Reste der 65. Infanterie-Division gingen wenige Tage später in Kriegsgefangenschaft. Die italienischen und deutschen Truppen hatten in Italien am 29. April 1945 mit Wirkung zum 2. Mai 1945, 14:00 Uhr Ortszeit kapituliert.

## Auszeichnungen
- Eisernes Kreuz (1914) II. und I. Klasse
- Spange zum Eisernen Kreuz II. und I. Klasse
- Infanterie-Sturmabzeichen in Silber
- Deutsches Kreuz in Gold am 31. Oktober 1942
- Ritterkreuz des Eisernen Kreuzes mit Eichenlaub[7]
  - Ritterkreuz am 26. November 1941
  - Eichenlaub am 5. September 1944 (275. Verleihung)[8]

## Werke (Auswahl)
- verantwortlich u. a. für „Heraus aus dem braunen Sumpf!“. Ludendorffs Volkswarte-Verlag, München, ca. 1931.
- Soldat und Politik. In: Jahrbuch des deutschen Heeres, 1939, S. 50.
- Nationalsozialistische Erziehungsarbeit in der Wehrmacht. In: Der Schulungsbrief, Heft 3, 1939, S. 100.